# Любомир Ковачев
Любомир Ковачев е български актьор.

## Биография и творчество
Любомир Ковачев е роден на 12 декември 1980 г. Завършва театралната академия за драматично изкуство (ENSATT) във Франция, гр. Лион, през 2006 г.
Своята кариера започва на френска сцена, а през 2006 година се връща в България и започва с първата си българска роля в Народния театър представлението „Идеалният мъж“ – реж. Тиери Аркур. Участва в множество спектакли, филми и реклами както на българска, така и на френска сцена.
Познат е на публиката от сериала на Нова ТВ „Забранена любов“ с ролята на Кристиян Сартори. След това българската аудитория го наблюдава в множество телевизионни програми, като „Байландо – сцена на мечтите“ и предаването „Мария от близо“.
На кино екрана най-известните му роли са в „Чужденецът“, „Живи Легенди“, „По пътя към Коста дел Маресме“ и други.
Носител е на наградата в КАН за главна мъжка роля в късометражния филм „Военен ботуш".
От 2013 г. е част от трупата на „Малък градски театър зад канала“, а по-късно напуска театъра и се присъединява към състава на Сатиричен театър „Алеко Константинов“ по програма „Мелпомена“.

## Филмография
- „Предложение в Париж“ (2023) (A Paris Proposal) - САЩ, Канада, България – Марсел
- Пътят на честта (сериал) (2021 / сезон 2) - адвокат Гошев
- All Inclusive (сериал) (2020 / сезон 2) – Делакюр
- „Съни Бийч“ (2019) – Калин
- „Дъвка за балончета“ (2017) – банкер 1
- „Под прикритие“ (2014) – Андрей
- „Живи Легенди“ (2014) – Дончо
- „Българска рапсодия“ (2014) – Александър Белев
- Young Perez (2013) – Jean
- „Женени с деца“ в България (2012) – Михаил Николов
- „Чужденецът“ (2012) – Жерар
- „Забранена любов“ (2008 – 2011) – Кристиян Сартори
- La Botte de guerre (2007) – немски войник

## Телевизионни предавания
- „От близо с Мария“ – БНТ
- „Байландо“ (2011) – Нова Телевизия

## Театрални постановки
- „Антихрист“ (2018), Ем. Станев, Реж. Бойко Илиев
- „Поручик Бенц“ (2015), Д. Димов, Реж. Бойко Илиев, Нов Театър НДК – Бенц
- „12-а Нощ“ (2015), У. Шекспир, Реж. Тея Сугарева, МГТ – Орсино
- „Скъперникът“ (2013), Молиер, Реж. Лилия Абаджиева, МГТ – комисарят
- „Посещението на старата дама“ (2013), Фридрих Дюренмат, Реж. Бина Харалампиева, МГТ – съпруг № 1,2,3
- „Краят на дъгата“ (2012), Питър Куилтър, реж. Бойко Илиев, Н.Т. Сълза и Смях – Мики Дийнс
- „Магнолията“ (2010), Жак-Дьо-Декер, реж. Бойко Илиев, Военен театър – Адриан
- „Идеалният мъж“ (2007), О. Уайлд, реж. Тиери Аркур, Народен театър „Иван Вазов“ – Мейсън
- Conference a ouir: Поезията на Герасим Лука за Фестивала Phenomenes (2007), Театър на формата: Център Тео Аржанс в гр. Лион, Франция, реж. Пиер Таларон., Aтелие Бертие – Париж, ролята на Жан в „Баал“ от Брехт
- „Г-н Понтила и неговия слуга Мати“ (2006) от Б. Брехт. Театър, “Le Croiseur” в гр. Лион, реж. Салвадора Парас. Ролята на аташето., „Sлучайността на историята“ от Мод Шарел. Център „Тео, Аржанс“ в гр. Лион, реж. Жюлиен Дема. Роля – старшината.
- Preparadise sorry now (2005) от В. Фасбиндер. Театър „Le Croiseur“, в гр. Лион, реж. Салвадора Парас. Различни роли, „Баща“ от Стринберг, реж. Скарити /Театър TNP – гр. Лион/, Роля – Ньоид.,
- „Връзките на Клер“ (2005) от Диа Лоер, реж. Раскин, /Театър „Le point du jour“ – гр. Лион /. Роля – Любовникът,
- „Спасение“ (2005) от Едуард Бонд, реж. Салвадора Парас /Театър, Le Croiseur“ – гр. Лион/, ролята на Лен.
- „Полковникът птица“ (2004) от Христо Бойчев. Театрален фестивал, в г. Воньоре – Франция, реж. Ж.Л. Робер. Ролята на доктора.